# 中国—利比里亚关系
中国—利比里亚关系（英語：China–Liberia relations），在此處是指中華人民共和國和利比里亞共和國的雙邊關係。兩國的官方關係始於1977年，曾因多個原因數次破裂，但隨後又重新建交。截至2009年，中國已大量地在利比里亞投資和向該國提供援助。

## 歷史
利比里亚最早自1957年8月19日与中華民國建立外交关系，在1977年第一次与中華民國断交，同年2月17日首次与中華人民共和國建交，但是在这期间曾因多個原因數次破裂及重新建交。
1989年10月10日，由於利比里亞因台灣提供了2億美元援助利比里亞的教育和基建，而承認中華民國（台灣）政權，中華人民共和國斷絕了與利比里亞的關係。1993年8月10日，中華人民共和國重新建立與利比里亞的外交關係，並在蒙羅維亞設立大使館，政局動盪之下使得利比里亞首都並存兩岸政權所設之使館。
1997年9月9日，首度復交四年後，查爾斯·泰勒領導下的利比里亚政府宣布承認兩個中國，中華人民共和國隨後與利比里亚第二次斷交。2003年10月11日，利比里亞第二次與中華民國斷交，並與中華人民共和國第二度恢復大使級外交關係，這被認為是中華人民共和國於聯合國遊說在利比里亞部署維和部隊的結果。第二次断交期间，中国对利比里亚事务曾由驻尼日利亚大使馆兼辖。
2014年利比里亞爆發伊波拉病毒疫情，中國對利方進行大量物資援助。2024年9月6日，两国建立战略伙伴关系。

## 經貿關係
根據媒體報導，中國於2000年到2011年在利比里亞有約68項官方發展融資項目，這些項目包括修理及擴建利比里亞大學工程學院，及提供1000萬美元予利比里亞政府在寧巴縣建立一所設100間睡房的醫院。
2021年，中國與利比里亞雙邊貿易額57.09億美元，同比增長63.7%，其中，中國出口56.86億美元，同比增長67.2%，進口0.24億美元，同比下降72.4%。中國主要向利比里亞出口船舶等，進口鐵礦砂和原木等初級原材料。

## 文化關係
2009年10月，中國駐利比里亚大使館向利比里亞人提供免費中國語文課程，這課程的設立是由於兩國經貿關係不斷增長。虽然少有利比里亞人能說中文，但是很多利比里亞人希望能在中國工作和留學。

## 外部連結
- 中華人民共和國駐利比里亞共和國大使館官方網站（简体中文）（英文）
  - 中華人民共和國駐利比里亞共和國大使館經濟商務處官方網站（简体中文）